# Doubt (manga)
Doubt (ダウト?, Dauto) è un manga scritto e disegnato da Yoshiki Tonogai. È stato serializzato da agosto 2007 a marzo 2009 sulla rivista Monthly Shōnen Gangan di Square Enix. I singoli capitoli sono stati poi raccolti in quattro volumi tankōbon, pubblicati dal 22 dicembre 2007 al 22 maggio 2009. In Italia è stato pubblicato dalla J-Pop dal 22 settembre 2012 al 31 gennaio 2013.
Un seguito alla storia, intitolato Judge (ジャッジ?, Jajji), è stato serializzato sulla stessa rivista Monthly Shōnen Gangan da gennaio 2010 a luglio 2012 e raccolto in sei volumi.

## Trama

Copertina del primo volume dell'edizione italiana di Judge

In Giappone esiste un gioco chiamato "Rabbit Doubt" in cui tutti i giocatori tranne uno sono conigli in una colonia, mentre il giocatore restante fa il lupo che si infiltra nel gruppo di conigli. Ad ogni turno il lupo uccide un coniglio e il gruppo deve capire quale dei conigli è in realtà il lupo. A volte i bambini che giocano a questo gioco decidono di incontrarsi di persona, proprio come accade a Yuu, Mitsuki, Rei, Hajime, Eiji e Haruka, ma uno di loro ha deciso di assumere realmente i panni del lupo e di uccidere davvero i "conigli".
I ragazzi si risvegliano in un luogo sinistro, che sembra essere un ex manicomio. Yuu appena sveglio incontra Hajime, studente di medicina, e muovendosi nelle stanze trova il cadavere di Rei, ragazza paralitica, appeso al muro con l'ausilio di alcuni picchetti. Man mano i ragazzi si ritrovano e cercano di analizzare la situazione per trovare una via di uscita dalla loro "prigione". Ognuno di loro ha tatuato sul corpo un codice a barre, che permette di aprire una e una sola porta ciascuno. Tutti posseggono questo codice, tutti tranne Yuu, che si accorge ben presto di esserne privo, cerca però di non farlo scoprire agli amici per paura di essere scambiato per il lupo. Mentre la storia avanza, i "conigli" vengono uccisi uno alla volta, fino a quando Yū scopre che è Mitsuki a uccidere tutti. Il padre di Mitsuki aveva accettato di fare da garante per un prestito di un amico, ma fu tradito e gravato da un enorme debito, e tentò il suicidio. Per questo Mitsuki vuole punire tutti i bugiardi per ottenere la vendetta di suo padre, e quindi non si fida più di Yū, perché le ha mentito dicendole di non poter uscire con lei dopo la scuola una settimana prima. In realtà, era stato con una compagna di classe a comprare segretamente un regalo di compleanno per Mitsuki, ma quando questa li vide insieme pensò che fossero una coppia, uccidendo perfino la compagna di classe. Quando Mitsuki se ne va, Hajime rivela la sua vera identità di poliziotto che indaga sulle adolescenti scomparse. Yū e Hajime hanno dunque la meglio su Mistuki ma Rei si rivela essere viva e si identifica come il vero lupo. Rei sta cercando vendetta perché i media credevano che la sua ipnosi fosse una finzione, portando i suoi genitori a suicidarsi. Al fine di ottenere vendetta, ha manipolato Mitsuki usando l'ipnosi. Rei libera i giocatori sopravvissuti e chiama la polizia.
Mitsuki, che è caduta in coma, è accusata degli omicidi. All'ospedale, Rei rivela a Yū che la ragione per cui non c'era alcuna prova della sua presenza è perché uno degli agenti che lavorano sulla scena del crimine è uno dei suoi Lupi, il quale elimina anche Hajime. Rei, inoltre, lo induce a dire una frase che fa risvegliare Mitsuki nella sua "modalità lupo": "Per quelli che amo". Nel finale, Mitsuki si avvicina a Yū impugnando un coltello, mentre Rei afferma che è una nuova partita sta per iniziare.